# Район Бункьо
35°42′28.64″ пн. ш. 139°45′07.98″ сх. д. / 35.7079556° пн. ш. 139.7522167° сх. д.
Райо́н Бункьо́ (яп. 文京区, ぶんきょうく, МФА: [bunkʲoː ku̥], «Літературний район») — особливий район в японській столиці Токіо.

## Короткі відомості
Район Бункьо розташований в східній частині столиці. Його назва походить від словосполучення «бун но кьо» (文の京) — «літературна столиця». З середини 19 століття цей район був місцем зборів провідних японських літераторів, науковців і політиків.
Станом на 1 жовтня 2008 площа району становила 11,31 км². Станом на 1 липня 2011 населення району становило 208 226 осіб.

## Освіта
- Жіночий університет Отяномідзу
- Токійський медично-стоматологічний університет (головний кампус)
- Токійський університет (головний кампус)
- Токійський університет іноземних мов (додатковий кампус)
- Цукубський університет (додатковий кампус)

## Галерея

Розташування
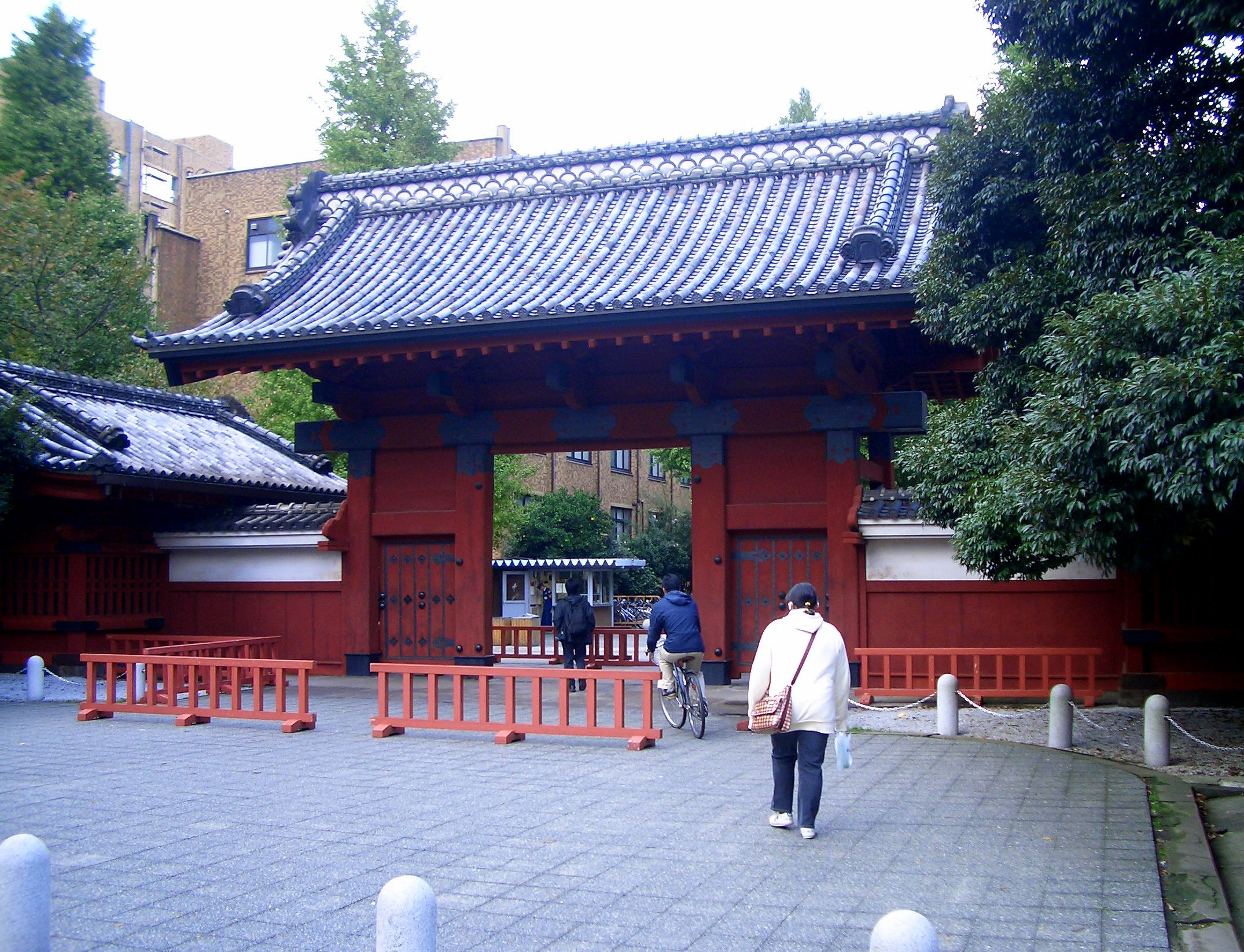
Токійський університет